# Illiasu Shilla
Illiasu Shilla Alhassan (26 de octubre de 1982, Tema, Ghana) es un futbolista ghanés que actualmente milita en el Real Tamale United de la Liga de fútbol de Ghana.

## Carrera
Shilla empezó su carrera como futbolista en Kumasi con el Real Republicans y luego con el King Faisal Babes, con el cual jugó dos campeonatos consecutivos de la Liga de Campeones de la AFC, en 2004 y 2005. En este último año se iría al Asante Kotoko durante un año.
Sus habilidades demostradas con la Selección Nacional de Ghana, lo llevó a ser visto por numerosos clubes europeos como el Arsenal o el Blackburn Rovers, aunque finalmente fichó por el FC Saturn ruso.
En el año 2008 rescindió su contrato con el FC Saturn y estuvo sin club hasta el año 2011 cuando fue adquirido por el Real Tamale United ghanés.

## Selección nacional
Fue internacional con la selección nacional de Ghana diez veces desde que comenzó a jugar en el Asante Kotoko.

## Clubes
| Club               | País  | Tiempo    |
| ------------------ | ----- | --------- |
| Real Republicans   | Ghana | 2001-2002 |
| King Faisal Babes  | Ghana | 2002-2005 |
| Asante Kotoko      | Ghana | 2005-2006 |
| FC Saturn          | Rusia | 2006-2008 |
| Real Tamale United | Ghana | 2011-     |